# Saponaria spathulifolia
Saponaria spathulifolia är en nejlikväxtart som först beskrevs av Edward Fenzl, och fick sitt nu gällande namn av Aleksei Ivanovich Vvedensky. Saponaria spathulifolia ingår i släktet såpnejlikor, och familjen nejlikväxter. Inga underarter finns listade i Catalogue of Life.